# Giuseppe Domenichelli
Giuseppe Domenichelli (ur. 31 lipca 1887 w Bolonii, zm. 13 marca 1955 tamże) – włoski gimnastyk, dwukrotny medalista olimpijski.
Brał udział w dwóch igrzyskach (IO 12, IO 20), na obu zdobywał złote medale w rywalizacji drużynowej. W 1912 znalazł się w gronie zwycięzców w wieloboju, w 1920 Włosi zwyciężyli w wieloboju rozgrywanym w systemie europejskim.